# 7277 Klass
7277 Klass este un asteroid din centura principală de asteroizi.

## Descriere
7277 Klass este un asteroid din centura principală de asteroizi. A fost descoperit pe 4 septembrie 1983 la Stația Anderson Mesa de Edward L. G. Bowell. El prezintă o orbită caracterizată de o semiaxă mare de 2,62 ua, o excentricitate de 0,22 și o înclinație de 3,8° în raport cu ecliptica.